# M (James Bond)
Pour les articles homonymes, voir M.
M est un personnage de fiction des romans de Ian Fleming et de la saga cinématographique des James Bond, M est le directeur du Secret Intelligence Service (plus communément MI6), donc le supérieur de Bond. Fleming fonde le caractère d'un grand nombre de personnes qu'il côtoyait lorsqu'il faisait partie des renseignements britanniques. M apparaît dans tous les romans (excepté dans La Jeunesse de James Bond) et sept acteurs se sont succédé au cinéma. Le personnage est interprété par Bernard Lee, Robert Brown, Judi Dench et Ralph Fiennes dans les films d'EON Productions et par John Huston, Edward Fox dans les films considérés comme hors-série.

## Romans
Dans le roman Moonraker, M fait référence aux initiales M**** M*******, et son prénom est Miles. Dans L'Homme au pistolet d'or, dernier roman écrit par Fleming, son identité est révélée : Vice Admiral Sir Miles Messervy KCMG.

## Au cinéma
M est un personnage présent dans tous les films à l’exception de Rien que pour vos yeux en 1981. Son absence fut volontaire pour rendre hommage à Bernard Lee mort avant le tournage.

### Identité

#### Sir Miles Messervy
Le M incarné par Bernard Lee est un ancien amiral britannique du nom de Sir Miles Messervy. Robert Brown est le même Sir Miles Messervy. Certains internautes ont lancé l'idée que ce ne serait pas le même M mais l'amiral Heargraves, joué par le même Robert Brown, qui apparaît dans L'espion qui m'aimait et qui serait devenu M. Cette théorie n'a jamais été confirmée par la production et n'est jamais évoquée dans les films. Personne ne fait d'allusion à un éventuel prédécesseur par exemple. D'autre part, plusieurs acteurs ont joué dans différents films de la saga sans que pour autant ils incarnent le même personnage.
Notons que Bernard Lee reprend le rôle dans le film parodique français Bons baisers de Hong Kong de 1975. Le vrai nom de son personnage est cependant différent dans ce film car lorsqu'il téléphone à son homologue des services secrets français, il se présente comme David Morton, ce film n'est cependant pas à considérer comme canonique dans la série des films d'EON Productions.
Le M incarné par John Huston est celui du film « hors-série » Casino Royale de 1967. Il s'appelle McTarry et meurt dans l'explosion du château de Bond. James Bond (joué par David Niven) le remplace à la tête du MI6 après sa mort.
Le M incarné par Edward Fox est celui du film « hors-série » Jamais plus jamais de 1983. Il est beaucoup plus jeune que les autres acteurs ayant joué ce personnage. Son vrai nom n'est pas donné, mais le film étant une nouvelle adaptation du roman Opération Tonnerre déjà adapté dans les films officiels d'EON Productions en 1965 avec déjà Sean Connery dans le rôle de James Bond, on suppose qu'il s'agit du même M, à savoir Sir Miles Messervy.

#### Barbara Mawdsley
Le M interprété par Judi Dench est la première femme à diriger le MI6. D'après les romans publiés en parallèle de l'ère Brosnan, et qui reprennent les personnages des films, le vrai nom de M est Barbara Mawdsley. Elle succède à Sir Miles Messervy dans GoldenEye où Bond parle à M des habitudes de son prédécesseur, montrant qu’il le connaissait depuis longtemps. Dans la même scène, M qualifie Bond de « relique de la guerre froide ». On apprend dans Le monde ne suffit pas qu'elle a fait ses études à l'université d'Oxford avec Sir Robert King.

#### Olivia Mansfield
Lors du reboot de la série, le rôle de M est repris par Judi Dench mais s'appelle désormais Olivia Mansfield. Elle apparaît dans Casino Royale comme étant la première patronne de James Bond, et celle qui l'a promu double 0. James Bond découvre sa vraie identité lorsqu'il s'introduit dans son appartement. On apprend dans Skyfall qu'elle a été directrice du bureau de Hong Kong jusqu'en 1997 (alors que l'actrice interprète "M" depuis bien avant 1995, indiquant qu'elle ne joue pas le même personnage "M").

#### Gareth Mallory
Après sa mort, elle est remplacée par Gareth Mallory (incarné à l'écran par Ralph Fiennes, à la fin du film Skyfall). Gareth Mallory fut président de la commission de défense, c'est aussi un ancien lieutenant-colonel des SAS qui a été retenu prisonnier quatre mois par l'IRA. Il est le seul "M" à être clairement nommé dans les films.

### Interprètes

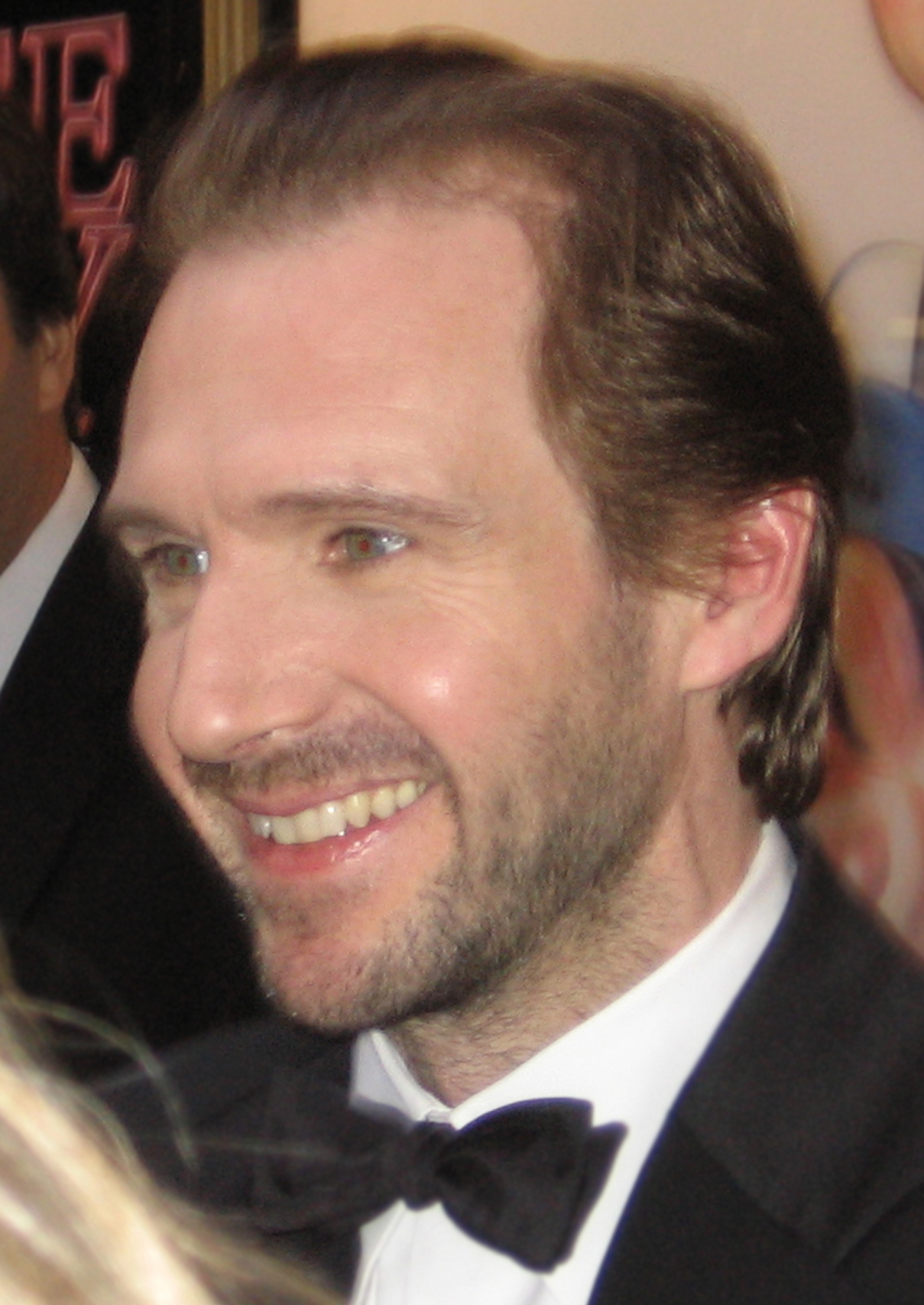
Depuis 2012, Ralph Fiennes est M.

#### Films « officiels »  d'EON Productions
Bernard Lee, 11 films de 1962 à 1979
- James Bond 007 contre Dr. No
- Bons baisers de Russie
- Goldfinger
- Opération Tonnerre
- On ne vit que deux fois
- Au service secret de Sa Majesté
- Les diamants sont éternels
- Vivre et laisser mourir
- L'Homme au pistolet d'or
- L'Espion qui m'aimait
- Moonraker
- Mourir peut attendre (Caméo portrait) (2021)

Robert Brown, 4 films de 1983 à 1989
- Octopussy
- Dangereusement vôtre
- Tuer n'est pas jouer
- Permis de tuer
- Mourir peut attendre (Caméo portrait) (2021)

Judi Dench, 7 films de 1995 à 2012 (+ 2 films en caméo 2015 et 2021)
- GoldenEye
- Demain ne meurt jamais
- Le monde ne suffit pas
- Meurs un autre jour
- Casino Royale
- Quantum of Solace
- Skyfall
- 007 Spectre (Caméo vocal)
- Mourir peut attendre (Caméo portrait)

Ralph Fiennes, 3 films depuis 2012
- Skyfall
- 007 Spectre
- Mourir peut attendre

#### Films « hors-série »[note 1]
John Huston, 1 film en 1967
- Casino Royale

Edward Fox, 1 film en 1983
- Jamais plus jamais

#### Autres
- Bernard Lee joue un rôle similaire, celui du Commandant Cunningham, dans le film parodique italien Opération frère cadet en 1967 ; avec Neil Connery, le frère de Sean Connery dans le rôle principal.
- Bernard Lee reprend le rôle dans le film parodique français Bons baisers de Hong Kong en 1975.
- Il meurt en janvier 1981, quelques mois après le début du tournage de Rien que pour vos yeux, mais avant d'avoir pu tourner ses propres scènes. En sa mémoire, le rôle ne fut pas inclus dans le film. Les textes de M furent alors partagés entre Q et le chef d'état major Tanner.

## Inspiration
Ian Fleming s'est beaucoup basé pour le caractère de M sur l'amiral John Henry Godfrey, supérieur de Fleming dans le NID (en) pendant la Seconde Guerre mondiale.
Le véritable directeur du MI6 utilise également une initiale pour s'identifier : C, utilisé pour la première fois par Sir Mansfield Smith-Cumming, le premier chef du MI6.